# Shootenanny!
Albums de Eels
Souljacker
(2001) Blinking Lights and Other Revelations
(2005)

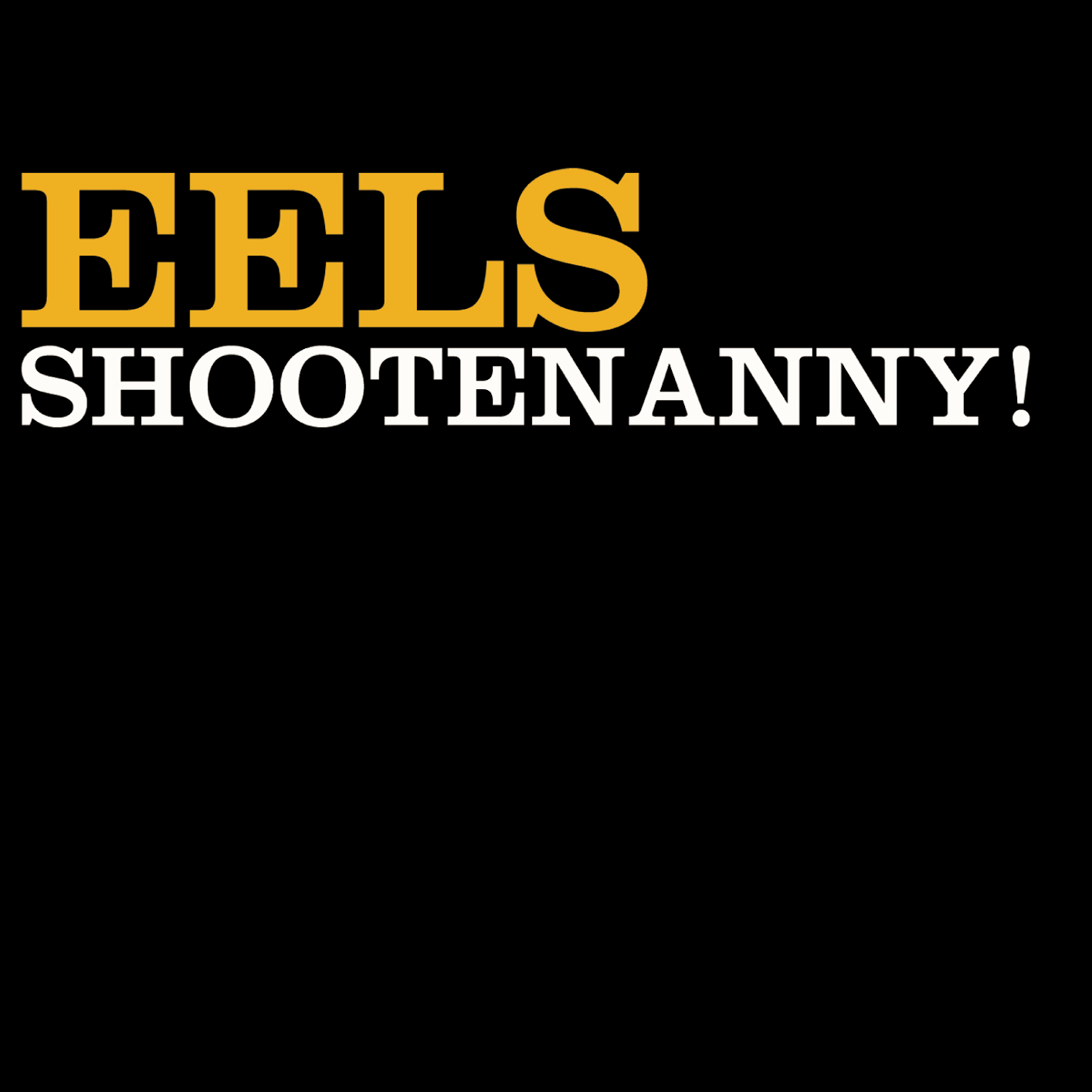
Couverture de Shootenanny! par Eels

Shootenanny! est le cinquième album du groupe Eels, groupe de rock expérimental fondé en 1995 par le chanteur Mark Oliver Everett. Cet album est sorti en 2003.

## Titres
Tous les titres ont été écrits par E, à l'exception de ceux mentionnés.
1. All in a Day's Work (E and Koool G Murder) – 3:24
2. Saturday Morning (E and Koool G Murder) – 2:55
3. The Good Old Days – 3:03
4. Love of the Loveless – 3:32
5. Dirty Girl – 2:41
6. Agony – 3:07
7. Rock Hard Times (E and Joe Gore) – 4:00
8. Restraining Order Blues – 3:11
9. Lone Wolf – 2:37
10. Wrong About Bobby – 2:46
11. Numbered Days (E and Gore) – 3:44
12. Fashion Awards – 3:07
13. Somebody Loves You – 3:02